# Papa-lagarta-acanelado

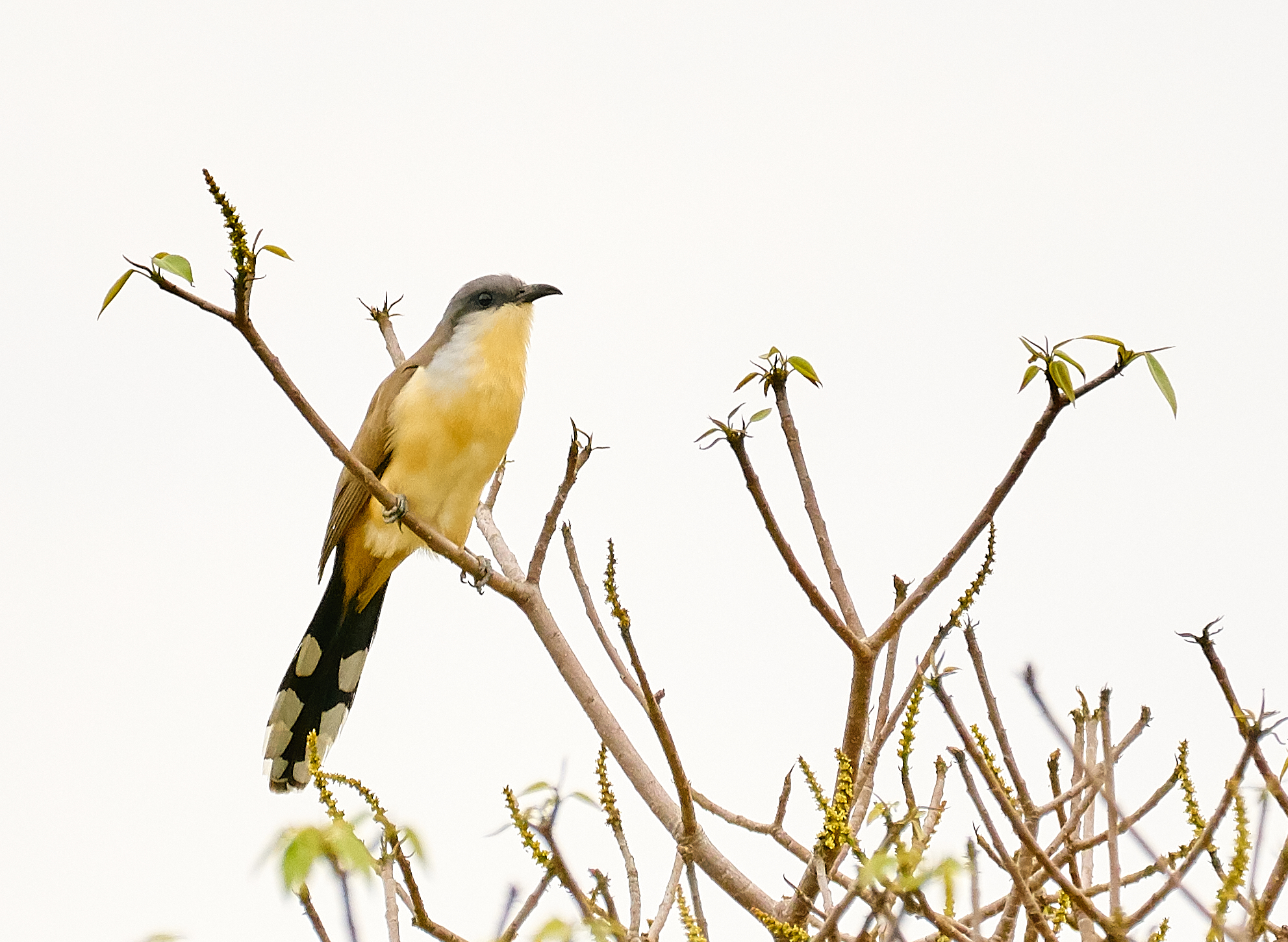
Imagem de um papa-lagarta-acanelado numa árvore

Cuco-canela ou papa-lagarta-acanelado (Coccyzus melacoryphus) é uma espécie de ave da família Cuculidae.

Pode ser encontrada nos seguintes países: Argentina, Bolívia, Brasil, Colômbia, Equador, Guiana Francesa, Guiana, Paraguai, Peru, Suriname, Trinidad e Tobago, Uruguai e Venezuela. Já foram registados registos visuais ocasionais no Norte do Chile, Ilhas Malvinas e Grenada.
Os seus habitats naturais são: florestas secas tropicais ou subtropicais , florestas subtropicais ou tropicais húmidas de baixa altitude e florestas secundárias altamente degradadas.